# トミー・ボウ
トミー・ボウ（Tommy Bowe、1984年2月22日 - ）は、アイルランドの元ラグビーユニオン選手。

## プロフィール
- アイルランド・エミベイル出身[1]。
- 現役時代のポジションはウィング(WTB)、センター(CTB)。
- 身長 191cm、体重 98kg
- アイルランド代表通算キャップ数は69でラグビーワールドカップ2011・ラグビーワールドカップ2015のアイルランド代表に選ばれた[2]。
- ブリティッシュ・アンド・アイリッシュ・ライオンズに選ばれたことがある[3]。

## 略歴
アルスター、オスプリーズを経て、2012年、アルスターに復帰。 
2018年、現役を引退した。